# Silent Hill: Shattered Memories
Silent Hill: Shattered Memories é um jogo eletrônico da série Silent Hill. O jogo é uma reimaginação do jogo original Silent Hill de 1999.

## Jogabilidade
Durante todo o jogo, o jogador será observado e avaliado, e suas ações terão um efeito sobre vários aspectos, incluindo os personagens, atitudes e roupas. Em um vídeo de demonstração mostra que o jogador preencherá um formulário de avaliação psicológica bem no começo do jogo.
Harry está equipado com um telefone celular, que pode verificar o mapa com uma interface GPS, receber mensagens de texto, áudio e fotos, podendo também tirar fotos e telefonar. Na versão de Wii, o Wii Remote será usado para resolver quebra-cabeças, interagir com objetos e controlar o celular e a lanterna do jogador. Verificar páginas espalhadas de diários e documentos foram removidos do jogo: agora o jogador pode pesquisar o ambiente olhando em sua volta e usando o celular para aproximar de objetos e textos e tirar uma foto para revelar mensagens ocultas. O combate foi removido do jogo dando ênfase em fugir dos monstros evitando a luta.

## Sinopse
O jogo tem seu início com o protagonista Harry Mason procurando por sua filha, Cheryl, na misteriosa cidade de Silent Hill. Após um acidente de carro Harry acorda e percebe que sua filha desapareceu, a partir deste ponto se inicia uma busca incessante por sua filha. Essa história alterna entre as partes em Silent Hill e pela clínica psiquiátrica chamada Lighthouse em que o jogador faz uma consulta com o Dr. K, onde conta sua história. Aparentemente houve uma ajuda dos fãs da série (nos créditos finais há agradecimento especial para os fãs de Silent Hill e tem algumas citações dos outros jogos como, por exemplo, pelo telefone dá para ligar para o hospital Brookhaven.)

## Finais
Existem 4 finais alternativos conforme o seu perfil psicológico ao longo do jogo. Um final UFO é liberado após completar pelo menos 1 vez o jogo.
- Love Lost: Sendo uma pessoa boa e focando em só procurar sua filha, sem se distrair com cartazes, revistas, etc.
- Sleaze e Sirens: Ser uma pessoa voltada pelo lado do sexo, olhar cartazes e revistas de mulheres, olhar os seios de Cybil Bennet, Dahlia Mason e Michelle Valdez influencia esse final.
- Wicked and Weak: Ser uma pessoa rude e preguiçosa e se distrair com jogos e cartazes de filme vai influenciar esse final; colocar "false" para "faço amigos com facilidade" e para "Eu sempre ouço os sentimentos das pessoas".
- Drunk Dad: Seja uma pessoa voltada a bebidas, olhe sempre garrafas de álcool e cigarros, coloque "true" para "Bebidas me ajudam a relaxar".

## Desenvolvimento
Planos para um remake de Silent Hill e rumores relacionados com o projeto estavam em circulação desde 2006, com a ideia de uma reimaginação baseada no filme Silent Hill. A ideia de uma reimaginação também foi considerada no início do desenvolvimento do jogo Silent Hill: Origins, sob o título de Silent Hill: Original Sin.
Rumores de uma reimaginação persistiram até 2009, e foram aparentemente confirmados no mês seguinte quando o British Board of Film Classification re-classificaram o jogo. O jogo foi anunciado oficialmente na edição de maio de 2009 da revista Nintendo Power. e foi desenvolvido pela Climax Studios. O desenvolvimento do jogo foi composto por mais de 55 membros da equipe, com uma rede de apoio de mais de 90 artistas.

## Avaliações
O jogo foi bem recebido e bem avaliado em seu lançamento, com uma nota de 8,6 pelo IGN.